# District de Taiping (Taichung)
Le district de Taiping (Chinois : 太平區; pinyin : Tàipíng Qū) est un district du centre-ville situé dans la partie orientale de Taichung, à Taiwan. C'est le deuxième plus grand district de la ville de Taichung après celui de Heping.

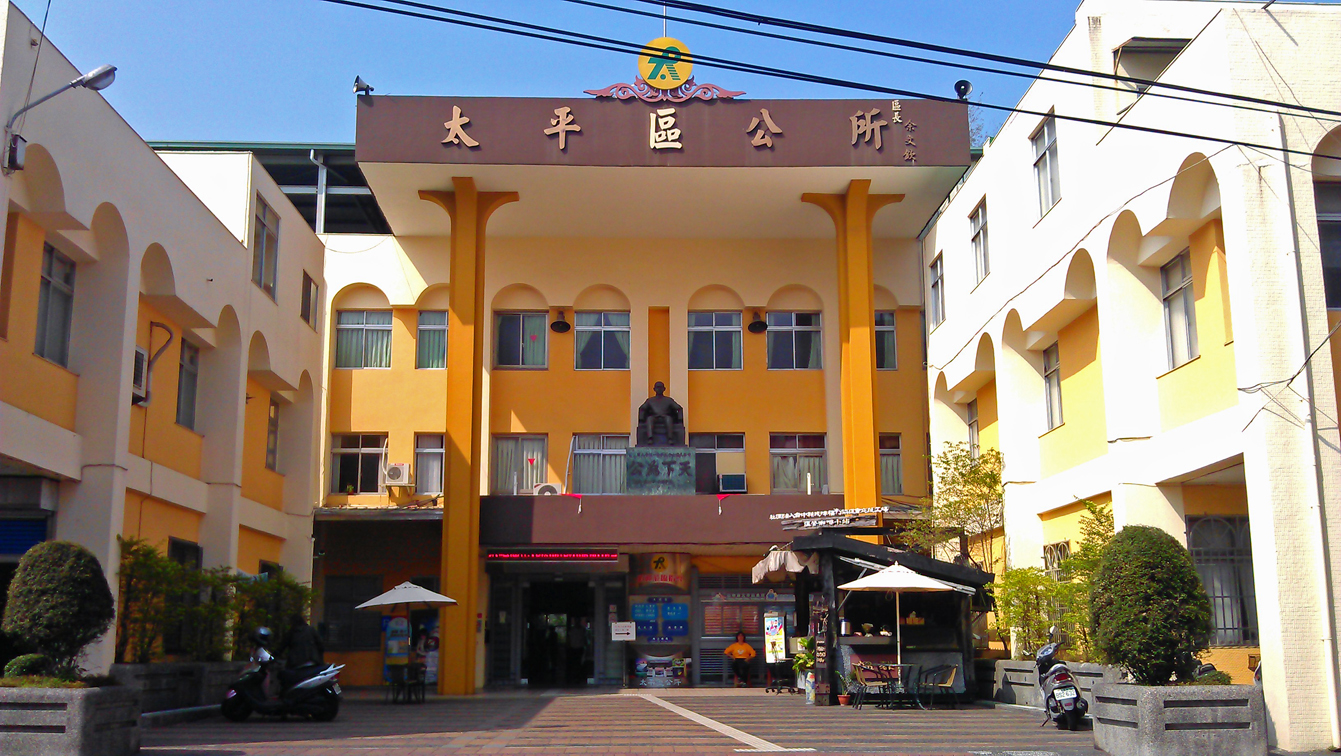
Bureau du district de Taiping

## Histoire
Après la rétrocession de Taiwan du Japon à la République de Chine en 1945, Taiping fut organisée comme un canton rural du comté de Taichung. Le 1er août 1996, Taiping a été transformé en ville administrée par le comté en raison de sa population. Le 25 décembre 2010, le comté de Taichung a fusionné avec la ville de Taichung et Taiping a été transformé en district de la ville.

## Divisions Administratives
Le district de Taiping comprend 39 villages :
Taiping, Zhangyi, Yongcheng, Zhongping, Zhongzheng, Pingan, Zhongxing, Yongping, Tungping, Chenggong, Tunghe, Jianguo, Jianxing, Pinglin, Daxing, Qinyi, Guanghua, Guangming, Zhongshan, Fengnian, Yixin., Yijia, Yichang, Xinping, Xinji, Xincheng, Xinguang, Xinxing, Xingao, Xinfu, Toubian, Shenghe, Tungbian, Xinglong, Fulong, Huangzhu, Guanglong, Yonglong et Delong Village.

## Démographie
- Population : 196 564 habitants (février 2023)
- Densité : 1 628 hab/km2

## Économie
Le district de Taiping fournit de nombreux produits agricoles à la zone urbaine de Taichung, notamment des nèfles, des longanes, des bananes et des légumes.

## Éducation
- Université nationale de technologie Chin-Yi

## Attractions touristiques
- Musée culturel de l'ancien village agricole
- Tunnel pour chauves-souris
- Petite forêt de Cassia
- Parc Public de Loisirs
- Centre d'art du district de Tun de Taichung
- Tobiankeng

## Villes jumelées
Lincoln, capitale l'État américain du Nebraska est la ville jumelée de Taiping. 

## Personnalités liées au district
- Hsieh Yue-hsia, ancienne actrice